# República Checa nos Jogos Paralímpicos de Verão de 2008
República Checa participou dos Jogos Paralímpicos de Verão de 2008, que foram realizados na cidade de Pequim, na China, entre os dias 6 e 17 de setembro de 2008. A delegação conquista vinte e sete medalhas (6 ouros, 3 pratas, 18 bronzes).